# Godøya
Godøya eller Godøy  er en den sydligste og vestligste af øerne i Giske Kommune i Møre og Romsdal fylke i Norge. Øen er berømt for sin smukke natur, domineret af det 497 meter høje bjerg Storhornet og den store sø Alnesvatnet .
Den 10,9 km² store ø havde i 2019 1.151 indbyggere. Størstedelen af befolkningen bor på den sydøstlige side af øen i landsbyerne Godøy og Leitebakk, mens den lille fiskerlandsby Alnes med det gamle Alnes fyr ligger på den nordlige side af øen ca. 3 km væk med adgang via en tunnel gennem det 436 meter høje bjerg Sloktinden. Godøy kapel ligger på den sydlige kyst af øen.
Der er meget dyrket landbrugsjord langs kysterne. Fiskeri og forarbejdning af fisk er de største industrier for øen. Der er en undersøisk tunnel, Godøytunnelen, som forbinder Godøy med den nærliggende ø Giske, hvorfra der er yderligere færgefri vejtransport via Giskebroen, der forbinder øen med byen Ålesund. 
Der findes forskelligt dyreliv på øen, pattedyr som kronhjort, rådyr, odder, spættet sæl og mink er dominerende. På de stejle bjergsider på øen er der også et antal ynglende havørne .

## Navn
Navnet kommeer af det norrøne guð eller goð, 'hedensk gud' og vidner antagelig om hedensk gudedyrking på stedet.